# Мироновка (Рязанская область)
Мироновка — деревня в Спасском районе Рязанской области России, входит в Киструсское сельское поселение. С востока к деревне примыкает посёлок Погорелое. На 2017 год в Мироновке улиц и переулков не числится.

## География
Расположена на безымянном левом притоке реки Штыга. Находится в 23 км к северо-востоку от районного центра — города Спасск-Рязанский, и в 60 км к востоку от Рязани. Высота центра селения над уровнем моря — 116 м.

## Население
| 2010 |
| ---- |
| 3    |

На 1980 год население деревни составляло 70  человек.